# Sexual Recovery Anonymous
Sexual Recovery Anonymous (SRA), opgericht rond 1993, is een twaalfstappenprogramma voor de behandeling van seksverslaving, gebaseerd op de Twaalf Stappen van Anonieme Alcoholisten. SRA is een van de verschillende 12-stappengroepen die zich richten op herstel van seksverslaving: Sex Addicts Anonymous, Sex and Love Addicts Anonymous, Sexual Compulsives Anonymous en Sexaholics Anonymous. De in New York opgerichte gemeenschap heeft bijeenkomsten in verschillende Amerikaanse staten en is ook actief in Nederland.
Er is een gerelateerde groep genaamd SRA-ANON voor echtgenoten, familieleden, vrienden en anderen die een nauwe band hebben met SRA-leden. Deze groep is vergelijkbaar met Al-Anon, dat bedoeld is voor familieleden van leden van Anonieme Alcoholisten (AA). 
SRA werd opgericht rond 1993 en wordt gezien als een "progressieve" aftakking van Sexaholics Anonymous (SA). Het staat bekend als "veel diverser", met een sterke aanwezigheid van vrouwen, Afro-Amerikanen, Aziaten en leden van de LGBTQ-gemeenschap.  SRA verschilt ook van SA doordat het seksuele relaties toestaat tussen twee mensen in een "toegewijde relatie", terwijl SA alleen een heteroseksuele echtgenoot als aanvaardbare partner beschouwt.  